# Dag Wirén
Dag Ivar Wirén (15 de octubre de 1905-19 de abril de 1986) fue un compositor sueco.

## Biografía
Wirén nació en Striberg cerca de Nora. Su padre tenía una fábrica de persianas enrollables, y hubo varias actividades musicales en la casa de la familia. Tomó lecciones de piano, estudió en la escuela Karolinska en Örebro, y tocaba el bombo y celesta en la orquesta de la ciudad.
Wirén estudió en el conservatorio de Estocolmo de 1926 a 1931, lo que le dio mucha exposición a la música de todas las épocas. Su asistencia a una interpretación del oratorio Le Roi David de Arthur Honegger en 1927 fue una experiencia importante.
En 1932 ganó una beca estatal y utilizó el dinero del premio para continuar sus estudios en París, donde vivió desde 1931 a 1934. Allí estudió composición con el compositor ruso Leonid Sabaneyev, aunque admitió más tarde que su interminable asistencia a conciertos, y no su tutoría con Sabaneyev, fue lo que tuvo el mayor impacto en su propio trabajo. En París conoció a Ígor Stravinski (así como su compatriota Gösta Nystroem) y fue expuesto a la música de Stravinsky, Serguéi Prokófiev y los compositores franceses de Los Seis.
En 1934, Wirén se trasladó a Estocolmo con su novia, la violonchelista irlandesa Noel Franks, a quien había conocido en París; su hija, Annika, nació en 1947. En 1937, la pareja se estableció de forma permanente en Danderyd, justo al norte de Estocolmo. Además de componer, Wirén tocaba el piano asiduamente en la Radio Sueca durante la década de 1930; también se dedicó a la música de cámara en las décadas de 1930 y 1940; aunque dirigió una grabación de su Sinfonietta, odiaba la dirección orquestal. Fue crítico musical en el Svenska Morgonbladet, de 1938 a 1946, y en 1947 fue nombrado vicepresidente de la Sociedad de Compositores Suecos. A partir de 1948, pasó los veranos en la isla de Björkö, en el archipiélago de Estocolmo. Se desempeñó como miembro de la junta de directores de la Ópera Real de Estocolmo desde 1962 a 1971. Su ballet para televisión Den elaka drottningen (La reina malvada) ganó el Prix Italia en 1960. También escribió la música para la entrada sueca para el Festival de la Canción de Eurovisión de 1965,  Annorstädes vals (Amigo ausente), que fue cantada por el barítono Ingvar Wixell. Se retiró de la composición en 1970, comentando, «uno debe parar a tiempo, mientras se esté a tiempo de para a tiempo».
Murió en Danderyd el 19 de abril de 1986.

## Música
La producción de Wirén, que va desde lo más serio a lo popular, es notable por su calidad más que cantidad, y un número de sus obras no recibieron número de opus o retiradas. Una vez comentó que su primer deseo era el de entretener y agradar, y componer música moderna accesible al público. Era reacio a escribir para voz (para la entrada en el Festival de la Canción de Eurovisión de 1965, Alf Henrikson escribió la letra después de que Wirén hubiera compuesto la música).
Sus piezas neoclásicas de su primera etapa parisina, incluyendo el Trío de piano (1933) y la Sinfonietta (1933-34), son entretenidas melódica y rítmicamente.
A su regreso a Suecia, compuso sus dos primeras sinfonías y su obra más famosa, la Serenata para cuerdas (1937); el espíritu de esta serenata también se puede encontrar en el final de su segunda sinfonía (1939). Wirén compuso cinco sinfonías, conciertos y otras obras orquestales, incluyendo partituras para el cine y el teatro, así como música de cámara e instrumental, incluyendo varios cuartetos de cuerda.
Su estilo musical a su regreso de París, mantuvo, en general, el estilo neoclásico; melódico, enérgico y animado. Hacia mediados de la década de 1940 Wirén viró hacia un estilo más formal y serio, tal vez bajo la influencia de Jean Sibelius. Wirén también desarrolló una técnica personal, utilizada por primera vez en el tercer cuarteto de cuerda (1941-45), de transformación motívica gradual, evitando la repetición (una técnica denominada metamorfosis). Siguió este enfoque en su Tercera sinfonía (1944), donde el primer motivo del primer movimiento, basado en una progresión paso a paso desde el modo dórico, se transforma durante el movimiento y, a continuación, se repite en los últimos tres movimientos. La rigidez motívica también caracteriza su profundamente expresiva Cuarta sinfonía (1952), así como a sus obras posteriores más frías, incluida su Quinta sinfonía (1964) y el cuarteto de cuerdas n.º 5 (1970).

## Composiciones

### Música orquestal
- Sinfonía n.º 1, Op. 3 (1932), retirada y nunca estrenada.
- Sinfonía n.º 2, Op. 14 (1939)
- Sinfonía n.º 3, Op. 20 (El 1943/44)
- Sinfonía n.º 4, Op. 27 (1951-52)
- Sinfonía n.º 5, Op. 38 (1964)
- Obertura de Concierto n.º 1, Op. 2 (1931)
- Obertura de Concierto n.º 2, Op. 16 (1940)
- Lustspelsuvertyr, Op. 21 (1945)
- Sinfonietta, Op. 7a (1933-34)
- Dos piezas orquestales, Op. 7b (1934)
- Serenata para cuerdas, Op. 11 (1937)
- Pequeña suite, Op. 17 (1941)
- Suite romántica, Op. 22 (1943, revisada en 1961)
- Divertimento, Op. 29 (1954-57)
- Tríptico para pequeña orquesta, Op. 33 (1958)
- Música para cuerdas, Op. 40 (1966)

### Concierto de obras
- Concierto para violonchelo y orquesta, Op. 10 (1936)
- Concierto para violín y orquesta, Op. 23 (1946)
- Concierto para piano y orquesta, Op. 26 (1950)
- Concertino para flauta y pequeña orquesta, Op. 44 (1972)

### Música de cámara
- Cuarteto de cuerda n.º 1
- Cuarteto de cuerda n.º 2, Op. 9 (1935)
- Cuarteto de cuerda n.º 3, Op. 18 (1941)
- Cuarteto de cuerda n.º 4, Op. 28 (1952-53)
- Cuarteto de cuerda n.º 5, Op. 41 (1970)
- Trío de piano n.º 1, Op. 6 (1933)
- Trío de piano n.º 2, Op. 36 (1961)
- Quinteto de viento, Op. 42 (1971)
- Cuarteto para flauta, oboe, clarinete y violonchelo, Op. 31 (1956)
- Sonatina para violín y piano, Op. 15 (1940)
- Sonatina para violonchelo y piano n.º 1, Op. 1 (1931)
- Sonatina para violonchelo y piano n.º 2, Op. 4 (1933)
- Suite miniatura para violonchelo y piano, Op. 8a (1934)
- Suite miniatura para piano trío, Op. 8b (1934)

### Instrumental
- Tema con variaciones para piano, Op. 5 (1933)
- Pequeñas piezas irónicas para piano, Op. 19 (1942-45)
- Sonatina para piano, Op. 25 (1950)
- Improvisaciones para piano, Op. 35 (1959)
- Pequeña serenata para guitarra, Op. 39 (1964)
- Pequeña suite para piano, Op. 43 (1971)

### Coral
- Titania para coro femenino, con letra de Gustaf Fröding (1942)
- Tres mar poemas a capela, con letra de Karin Boye (1963)

### Canciones
- Livet och skrifterna ("En helig man"), con letra de Nils Ferlin (1934)
- Mitt trollslott står me skogens bryn, con letra de August Strindberg (1934)
- A tu cama, Op. 13a, Una noche de otoño, Op. 13b, con letra de Erik Axel Karlfeldt (1938)
- Jungfru Maria y Malenavisorna, Op. 13 a-b (1938), con letra de Erik Axel Karlfeldt
- Annorstädes vals, con letra de Alf Henrikson (1965)

### Obras para teatro
- Ballet Oscarian ball, Op. 24, sobre Gustaf Fröding "Balen" (1948-49), (Real Ópera de Estocolmo, 1950, coreografía de Birgit Cullberg)
- Opereta para radio, Gult, rött och blått, libreto escrito por Georg Eliasson (Radio Sueca, 1940)
- Opereta para radio, Den glada patiencen, el libreto escrito por Georg Eliasson (Radio Sueca, 1941)
- Música incidental para Madame Bovary, (Gustave Flaubert), Blancheteatern 1939
- Música de escena para Amorina (Carl Jonas Amor Almqvist), Kungliga Dramatiska Teatern, 1951
- Música para El Mercader de Venecia, de William Shakespeare (1943), Kungliga Dramatiska Teatern
- Música incidental para Romeo y Julieta (William Shakespeare), Kungliga Dramatiska Teatern, 1953
- Música de escena para Gudens hustru, (Vilhelm Moberg), Kungliga Dramatiska Teatern, 1954
- Música para Sueño de una noche de verano, Kungliga Dramatiska Teatern, 1955
- Música para La tiara de la reina (Carl Jonas Love Almqvist), Kungliga Dramatiska Teatern, 1957
- Ballet Take your place on stafe
- Ballet, Den elaka drottningen, Sveriges Televisión de 1960, coreografía de Birgit Cullberg
- Música de escena para Hamlet (Shakespeare), Kungliga Dramatiska Teatern, 1960
- La música de escena para el Rey Juan (Shakespeare), Kungliga Dramatiska Teatern, 1961

### Música para película
- Hombre glömmer ingenting (Uno se olvida de nada) (1942)
- Sos tjuvar emellan eller Es burk ananas (1945)
- Grönt guld (1949)
- Sólo una Madre (1949)
- La señorita Julie (1951)
- Una Lección de Amor (1954)
- Las Aves Silvestres (1955)
- El Fantasma De Transporte (1958)
- De sista stegen (Una cuestión de moral) (1961)

## Grabaciones
Como director de orquesta Wirén grabó su Sinfonietta en mayo de 1948, por Cupol, reeditado en Phono Suecia PSCD 79, 1995.